# 국제 화학 올림피아드
국제 화학 올림피아드는 매년 개최되는 고등학생을 대상으로 화학의 지식, 문제를 해결하는 능력을 겨루는 국제대회이다. 대부분의 경우 한국화학올림피아드에서 수상을 해야 참가자격이 주어진다.

## 역대 국제 화학 올림피아드
- 제55차 IChO (2023년) 스위스
- 제54차 IChO (2022년) 중국
- 제53차 IChO (2021년) 일본
- 제52차 IChO (2020년) 터키
- 제51차 IChO (2019년) 프랑스
- 제50차 IChO (2018년) 슬로바키아 & 체코
- 제49차 IChO (2017년) 태국
- 제48차 IChO (2016년) 조지아
- 제47차 IChO (2015년) 아제르바이잔
- 제46차 IChO (2014년) 베트남
- 제45차 IChO (2013년) 러시아
- 제44차 IChO (2012년) 미국
- 제43차 IChO (2011년) 터키
- 제42차 IChO (2010년) 일본
- 제41차 IChO (2009년) 영국
- 제40차 IChO (2008년) 헝가리
- 제39차 IChO (2007년) 러시아
- 제38차 IChO (2006년) 한국
- 제37차 IChO (2005년) 대만
- 제36차 IChO (2004년) 독일
- 제35차 IChO (2003년) 그리스
- 제34차 IChO (2002년) 네덜란드
- 제33차 IChO (2001년) 인도
- 제32차 IChO (2000년) 덴마크
- 제31차 IChO (1999년) 태국
- 제30차 IChO (1998년) 호주
- 제29차 IChO (1997년) 캐나다
- 제28차 IChO (1996년) 러시아
- 제27차 IChO (1995년) 중국
- 제26차 IChO (1994년) 노르웨이
- 제25차 IChO (1993년) 이태리
- 제24차 IChO (1992년) 미국

## 특징
개최년도 7월 1일 기준으로 교육과학기술부 인가 국내 소재 학교에서 중등교육과정을 1년 이상 이수중인 만 20세 미만인 자에게만 참가 자격이 주어진다. 최종시험의 선발대상은 겨울학교 고2반부 수료자이며, 선발은 겨울학교에서 실시하는 2회 시험(수요일 오전 - 이론, 오후 - 실험, 토요일 오전 - 이론, 오후 - 실험) 실시한다. 이론 및 실험으로 평가하며, 최종 시험 2회와 (이론 40%, 실험 40%) 겨울학교 입교대상자 평가 20%을 반영한다.
참고로 국제대회 참가 대표학생 선발은 예정 인원에 남학생 또는 여학생이 없는 경우, 예정 인원 2배수 이내의 성적을 낸 남학생 또는 여학생 1명을 대표학생으로 우선 선발한다. 고2반은 겨울학교에서 1주간 교육을 받은 후 퇴교한다.

## 같이 보기
- 국제 물리 올림피아드
- 국제 천문 올림피아드
- 국제 생물 올림피아드